# Cladocerotis ochrea
Cladocerotis ochrea är en fjärilsart som beskrevs av Culot 1909. Cladocerotis ochrea ingår i släktet Cladocerotis och familjen nattflyn. Inga underarter finns listade i Catalogue of Life.